# Ева Соріано
Ева Соріано (4 березня 1990 року, Реус, Іспанія) — іспанська телеведуча.

## Біографія
Ева Соріано народилася 4 березня 1990 року у Реусі. Закінчила Universidad Rovira i Virgili. У 2017 році Ева працювала у програмі "El club de la comedia". Також Соріано працювала на каналі La 2 ("Ese programa del que usted me habla")  та LaSexta ("Zapeando").